# Capitolio del Estado de Dakota del Norte
El Capitolio del Estado de Dakota del Norte (en inglés North Dakota State Capitol) es la casa de gobierno del estado estadounidense de Dakota del Norte. El capitolio, una torre art déco de 21 pisos, está ubicado en Bismarck en 600 East Boulevard Avenue, y es el edificio habitable más alto del estado. Está ubicado en un campus de 0,6 km² que también alberga en los poderes legislativo y judicial del estado, así como muchas agencias gubernamentales.
Está rodeado por edificios del gobierno estatal. Los parques, senderos para caminar y monumentos en los terrenos brindan una gran cantidad de información sobre la historia del estado, lo que lo convierte en una de las atracciones turísticas de la ciudad. Seis edificios ocupan los terrenos; construido a medida que el gobierno crecía. Sin embargo, no todas las agencias estatales están ubicadas en los terrenos: un gran número se encuentra distribuido por toda la ciudad en otras instalaciones. La división estatal de administración de instalaciones desarrolló planes para una expansión masiva y mejora de los terrenos en 2000, pero muy poco del plan se había implementado en 2012.

## Historia

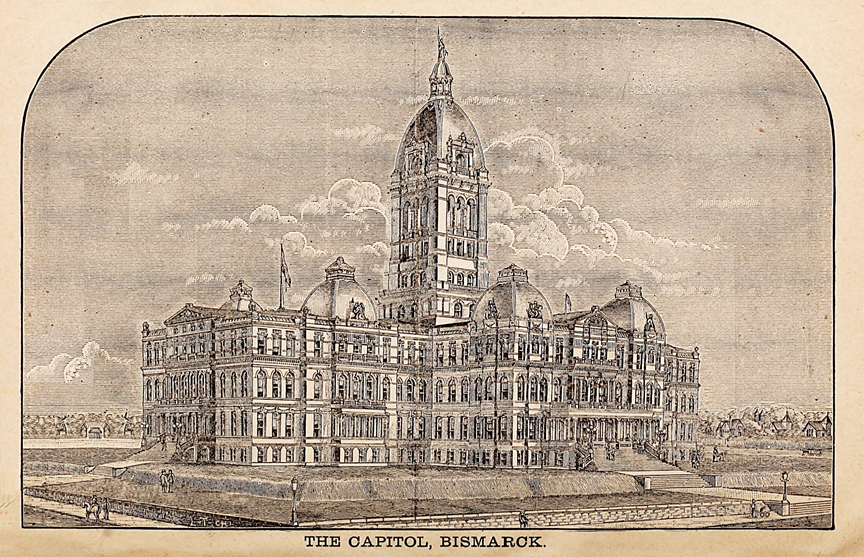
El Capitolio territorial diseñado por el estudio de arquitectura de Mineápolis en 1883

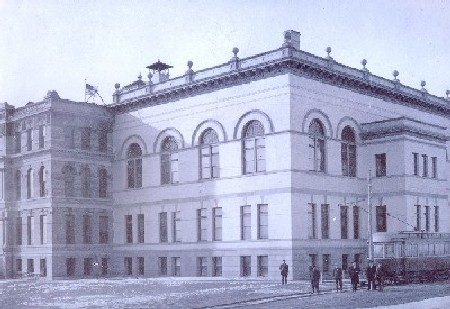
El primer Capitolio estatal en 1903

El primer edificio del capitolio se construyó entre 1883 y 1884 para albergar al gobierno territorial. Cuando Dakota del Norte fue admitido como estado, se erigieron dos adiciones: el ala del Senado (1894, en el lado sur) y la de la Cámara (ca. 1903, en el lado norte). En la mañana del 28 de diciembre de 1930, se vio humo proveniente de la parte noreste del edificio original y, a pesar de que se convocó al departamento de bomberos minutos después de que se notó el incendio, ya era demasiado tarde para salvar la estructura.
La Legislatura se reunió temporalmente en el Edificio Memorial de Guerra de Bismarck y el Auditorio de la Ciudad, y se está construyendo un anexo para unir los dos. Las oficinas estatales se distribuyeron por todo la ciudad, incluido un piso completo del hotel Patterson en el centro. Tal era la necesidad de espacio que los pisos inferiores sin quemar del ala de 1903 del capitolio original incluso se repararon y se volvieron a usar.
El desastre requirió la construcción de un nuevo edificio durante la Gran Depresión. La torre y el ala se construyeron a un costo de 2 millones de dólares entre 1931 y 1934. El gobernador George F. Shafer inició la construcción del edificio el 13 de agosto de 1932. A los trabajadores del edificio se les pagaba solo 30 centavos la hora y, después de múltiples huelgas de trabajadores, los terrenos del capitolio fueron administrados por ley marcial en junio de 1933. El estado vendió la mitad del campus del capitolio original para sufragar el costo de construcción. Se contrató al artista Edgar Miller para que hiciera gran parte del diseño de interiores y la decoración, así como las esculturas en bajorrelieve en la fachada que representan la historia humana de Dakota del Norte.
Se esperaba que el nuevo capitolio de 19 pisos brindara un amplio espacio en los próximos años, sin embargo, se llenó rápidamente a medida que el gobierno estatal se expandía. El Liberty Memorial Building, terminado en 1924, pudo albergar a algunos de los trabajadores adicionales, pero se necesitaba más espacio en 1955 cuando comenzó la construcción del State Office Building. El edificio originalmente albergaba el Bismarck Junior College, pero la Legislatura lo compró en 1959. 
La década de 1960 fue un período de rápido desarrollo de los terrenos. En 1960, la nueva residencia del gobernador reemplazó a la antigua residencia que se estaba deteriorando. En 1980, la Sociedad Histórica en expansión se trasladó al nuevo Centro del Patrimonio y en 1968, el Departamento de Transporte ocupó el edificio diseñado para proporcionarle más espacio para oficinas. El Transportation Building es el último construido en el campus hasta la fecha, aunque se agregó un ala judicial en la base de la torre del capitolio entre 1977 y 1981. Si bien el espacio que necesita el gobierno estatal ha aumentado desde la construcción original del Capitolio en la década de 1930, la población del estado ha disminuido.

## Diseño
Los terrenos del capitolio estatal tienen seis edificios: el edificio del capitolio, el edificio del Departamento de Transporte, el Centro del Patrimonio, el Edificio Liberty Memorial, la residencia del gobernador y el Edificio de Oficinas del Estado. Además, el campus tiene Myron Atkinson Park y Capitol Park. A través del centro de los terrenos se encuentra el Capitol Mall, un gran campo abierto de césped con senderos para caminar bordeados por olmos blancos.

## Edificios

### Capitolio estatal
El edificio del capitolio es de 73 metros de alto, de 21 pisos, rascacielos Art Deco diseñado por los arquitectos de Dakota del Norte Joseph Bell DeRemer de Grand Forks y WF Kurke de Fargo en conjunto con la destacada firma de Chicago Holabird and Root, Es el más alto edificio en Dakota del Norte y se conoce como el rascacielos de la pradera. Esta torre alberga la oficina del gobernador y las oficinas de múltiples agencias y departamentos estatales. En la base de la torre, en el ala oeste, las dos cámaras de la legislatura se encuentran en sesión mientras que la Corte Suprema del estado se reúne en el ala este. El piso 18 del Capitolio es una plataforma de observación con el mirador más alto del estado.
El lado sur del edificio del Capitolio cuenta con un túnel que conduce a una entrada al edificio. Este fue accesible en vehículos públicos hasta 2001 cuando fue cerrado por medidas de seguridad después de los ataques del 11 de septiembre de 2001. Hoy, solo los peatones pueden ingresar al túnel. En 1988, el presidente de Estados Unidos, George H. W. Bush, presentó y dedicó un olmo blanco cerca de los escalones del Capitolio en conmemoración del centenario del estado de 1989.
Las numerosas ventanas de la torre del edificio del capitolio se utilizan para varias tradiciones en curso. Durante la temporada navideña, se dibujan sombras rojas y verdes sobre las ventanas y se encienden las luces en ciertas oficinas para hacer un patrón que se asemeja a un árbol de Navidad. Durante la Nochevieja, las luces de la oficina se encienden para deletrear el año nuevo; los dos primeros números del año nuevo se dan en la mitad superior y los dos últimos números en la parte inferior. Esta tradición comenzó durante la década de 1970 y ahora se realiza en los cuatro lados del edificio; la tradición del árbol de Navidad comenzó ya en la década de 1940.

#### Ala judicial
El ala judicial sirve como centro para la corte suprema del estado y su personal de apoyo, así como también como espacio de oficinas para agencias estatales como el Departamento de Salud y el Departamento de Recursos Humanos. El diseño del edificio comenzó en mayo de 1977, la construcción se inició en abril de 1979 y fue terminado por completo y ocupado en 1981. El tamaño del ala judicial es de 15 640 m² y se construyó a un costo de 10,5 millones de dólares. La dedicación para la adición se llevó a cabo el 15 de noviembre de 1981, con el gobernador Allen Olson y el exgobernador Arthur A. Link presentes en la ceremonia. Incluido en el ala está el comedor Capitol, que sirve comida a los empleados estatales e incluso al público en general los días de semana.
Antes de la Asamblea Legislativa de 2017, se agregaron dos nuevas salas de comité en el Ala Judicial (en un espacio desocupado por el Departamento de Tecnología de la Información). Estas salas son utilizadas por varios comités legislativos cuando la Asamblea está en sesión y por el Poder Judicial cuando la Legislatura no está reunida. 

### Edificio Liberty Memorial
El Liberty Memorial Building alberga la Biblioteca Estatal, así como las oficinas de la Unidad de Educación Especial del Departamento de Instrucción Pública. La construcción del edificio fue autorizada por la legislatura del estado en 1919 en respuesta a un aumento de departamentos gubernamentales y el proyecto se terminó en 1924 con un costo de 350.000 dólares. El edificio originalmente albergaba el Museo de la Sociedad Histórica del Estado, el ayudante general, la Comisión de la Biblioteca del Estado y la corte suprema hasta que la Biblioteca del Estado lo ocupó. El edificio es la instalación más antigua que aún se encuentra en los terrenos del capitolio y fue renovado en 1982 para cumplir con los códigos de construcción modernos.

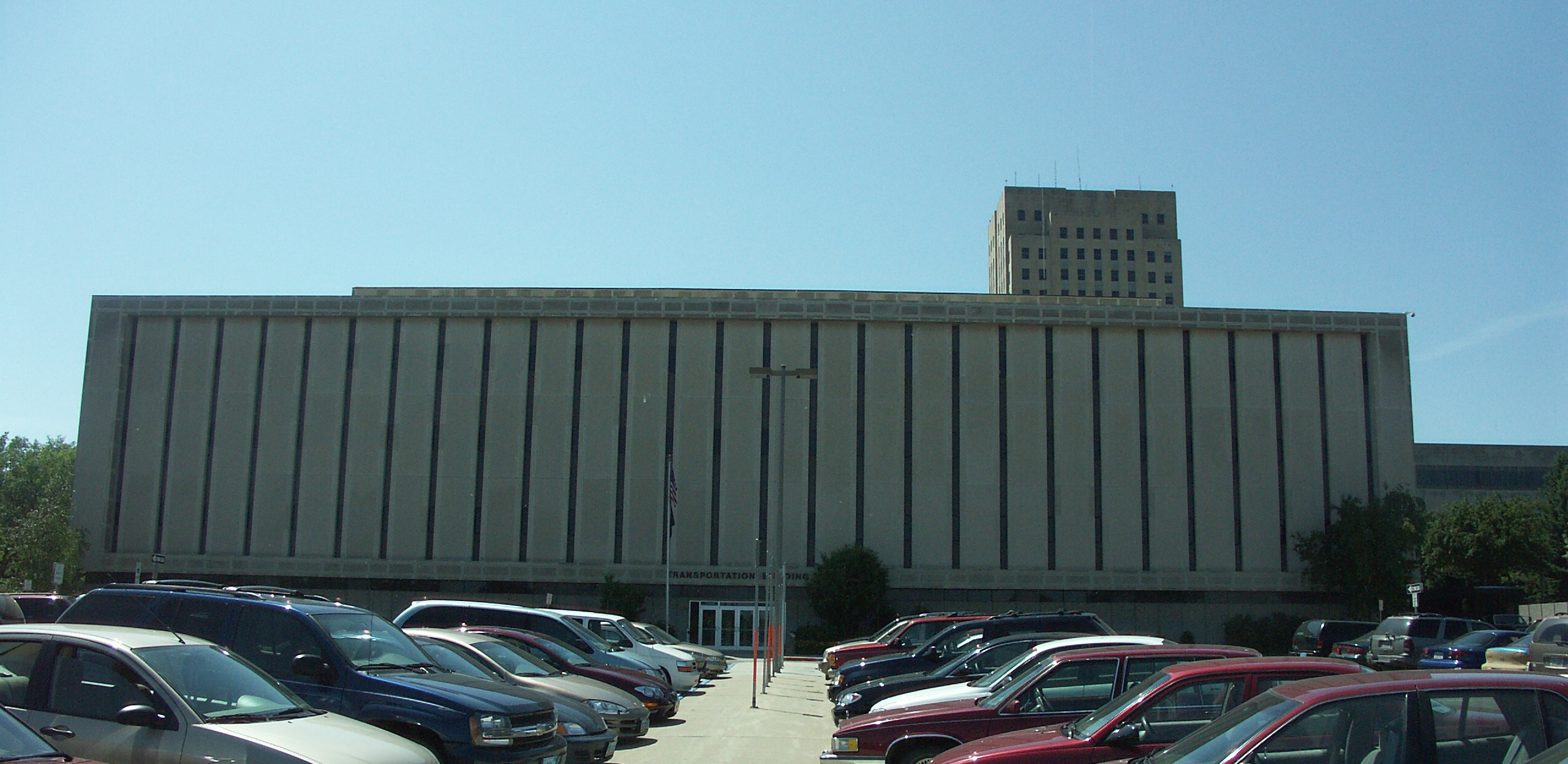
Edificio del Departamento de Transporte

El Transportation Building alberga la oficina central del departamento de transporte del estado, así como pequeñas divisiones de otras agencias. Se completó en 1968 con materiales que armonizan visualmente con las estructuras anteriores. Antes de que se consolidara en este edificio, el Departamento de Transporte, conocido entonces como el Departamento de Carreteras del Estado, ocupaba varios edificios alrededor del campus, incluido el Edificio de Oficinas del Estado y el capitolio. El edificio tiene 11 600 m² de superficie y está justo al este de la torre del capitolio. Mientras que sobre el suelo, el edificio está separado de la torre, está conectado al Ala Judicial por un túnel al que solo pueden acceder los empleados estatales.

### Centro del patrimonio de Dakota del Norte
El edificio del Centro del Patrimonio de Dakota del Norte alberga el museo del Centro del Patrimonio, que almacena y exhibe artefactos de todo el estado. El edificio también alberga oficinas de la Sociedad Histórica del Estado de Dakota del Norte, que opera el museo. La planificación del edificio comenzó en 1963 y, una vez finalizada la estructura en 1981, la Sociedad Histórica del Estado se trasladó del Liberty Memorial Building a sus nuevos barrios del Heritage Center. La instalación consta de 12 000 m² y proporciona áreas de exhibición, así como almacenamiento, salas de reuniones y oficinas.
En 2006, los funcionarios estatales revelaron un plan de expansión masiva para el centro. La construcción costó aproximadamente 50 millones de dólares y casi duplicó el tamaño del complejo agregando tres grandes galerías al este de la estructura existente, así como una nueva entrada principal frente a State Street. El edificio constaba de 13 000 m² y la expansión agregó 11 600 m². La financiación del proyecto consistió en un veinte por ciento de privados, veinte por ciento federales y sesenta por ciento estatales. Además de la nueva área de la galería, la expansión incluye un auditorio digital de 50 asientos, áreas de almacenamiento con clima controlado, una cafetería, una galería para niños, un servicio y una tienda ampliados para los visitantes, y el Corredor de la Historia, una pasarela de 7,6 m de ancho que se extiende a lo largo de la expansión con una exposición sur vidriada en un lado y murales digitales en el otro.

### Edificio de oficinas estatales
El edificio de oficinas del Estado, en la esquina sureste del complejo, tiene la Comisión de Agua, además de varias divisiones de la Oficina del Fiscal General: la División de Litigios Civiles y los abogados de Recursos Naturales y Asuntos Indígenas. Construida en 1955, la estructura albergó el Bismarck Junior College hasta 1961, cuando la legislatura autorizó su compra. Desde entonces, ha sido sede de varias agencias estatales. Durante el bienio 1991-1993, el edificio se sometió a una renovación masiva y se volvió a enfrentar con un exterior que se mezclaba más armoniosamente con los otros edificios del complejo. En 2 679 m² , el edificio es el más pequeño de los que albergan oficinas.

### Residencia del gobernador de Dakota del Norte

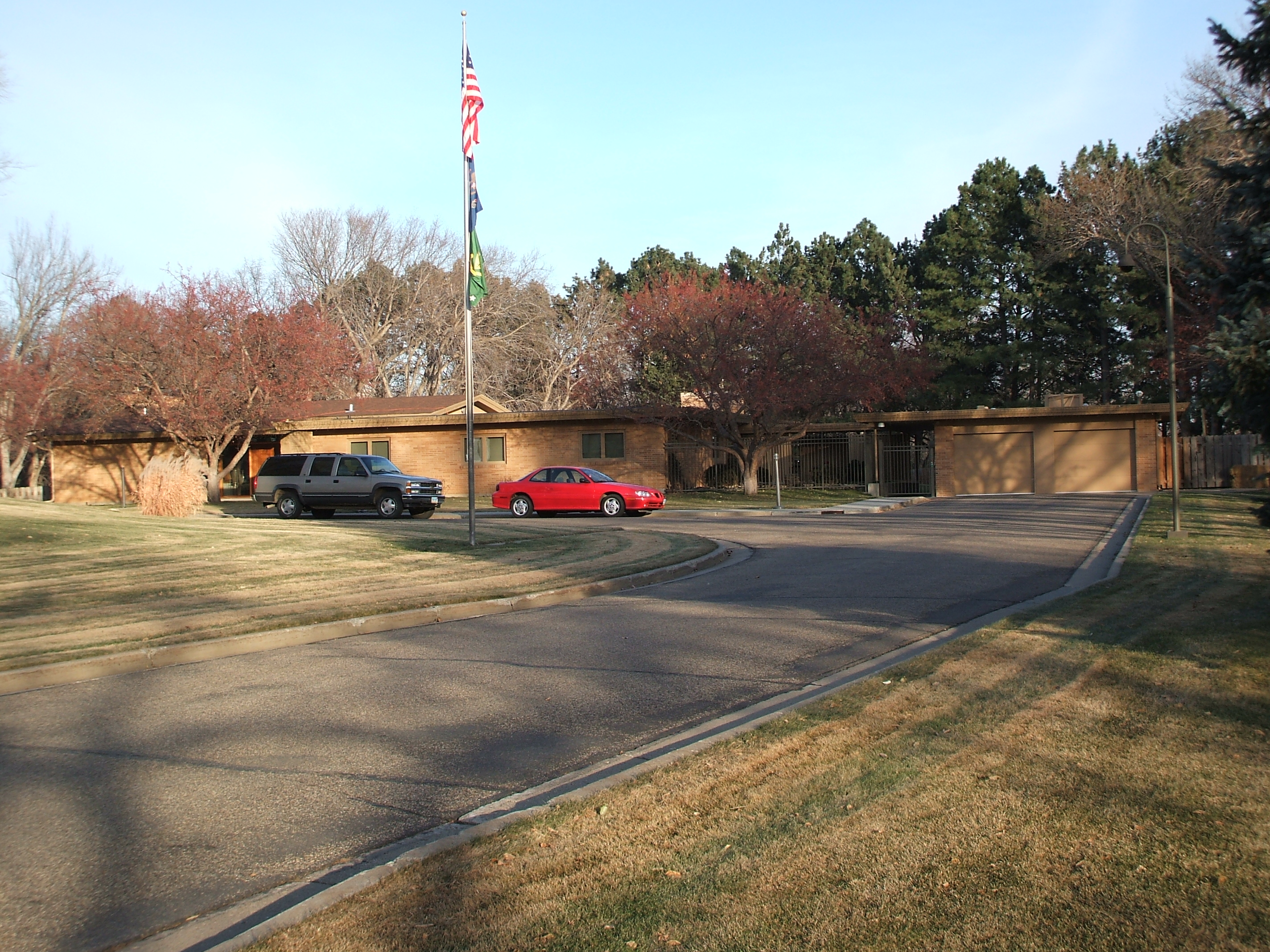
La anterior residencia del gobernador, demolida en 2018.

Antes de 1960, la Primera Familia de Dakota del Norte vivía en una casa fuera de los terrenos del capitolio. En 1960, el estado construyó una residencia cerca de 4th Street en el lado oeste del campus para reemplazar la residencia obsoleta. Después de un extenso esfuerzo de remodelación dirigido por la entonces primera dama Nancy Schafer en 2000, la residencia tenía más de 1000 m² de superficie y dieciocho habitaciones. En 2015, la legislatura autorizó una nueva residencia adyacente a la instalación actual que abordaría los problemas de seguridad y accesibilidad. El estado ofreció la estructura a cualquiera que la reubicara, pero no recibió ofertas, por lo que fue demolida. La nueva estructura tenía un costo anticipado de 5 millones de dólares con el requisito de que se recaudara 1 millón de dólares mediante donaciones privadas. La familia del gobernador ocupó la nueva residencia en marzo de 2018 La antigua estructura fue demolida.

## Instalaciones al aire libre

### Parques
Dos parques, el Myron Atkinson Park y el Capitol Park ocupan espacio en los terrenos del capitolio. El parque Myron Atkinson, que lleva el nombre del abogado de Bismarck Myron Atkinson, está al este de State Street. Los peatones pueden acceder al parque a través de un túnel. El Capitol Park está en la esquina noroeste de los terrenos en la intersección de 4th Street y Divide Avenue e incluye un área de juegos con árboles y arbustos plantados por Farwest Rotary Club.

### Arboretum Estela
El Arboretum Trail es un sendero para caminar que serpentea a través de un área boscosa en el lado oeste de los terrenos. Los caminantes pasan por tocones de árboles petrificados de 60 millones de años del área de Amidon, Dakota del Norte, así como 75 especies diferentes de árboles y arbustos que están etiquetados con placas en el suelo. Varias estatuas y monumentos también se encuentran en el camino. El sendero fue creado en 1985 en anticipación al centenario del estado y como una oportunidad para que los empleados estatales y el público hagan ejercicio mientras aprenden sobre varios árboles y la historia de los edificios en los terrenos. Muchas escuelas del área llevan a sus estudiantes al sendero para caminatas por la naturaleza y los estudiantes han usado los diversos árboles para recolectar hojas. Esto dañó algunos de los árboles, por lo que se colocaron carteles que prohibían la recolección de hojas.

### Sendero de la pradera
Prairie Trail corre al norte del ala judicial del Capitolio, llevando a los peatones a un área llena de ejemplos de pastos y flores silvestres que son típicos de las praderas nativas. En 2006, el sendero se amplió para llevar a los caminantes desde la esquina de State Street y Divide Avenue hacia el sur hasta el área principal del terreno. El sendero original se dedicó con una placa en 1987 y el prado salvaje que rodea el sendero fue registrado como Área Natural del estado por el Departamento de Parques y Recreación.

## Estatuas y monumentos

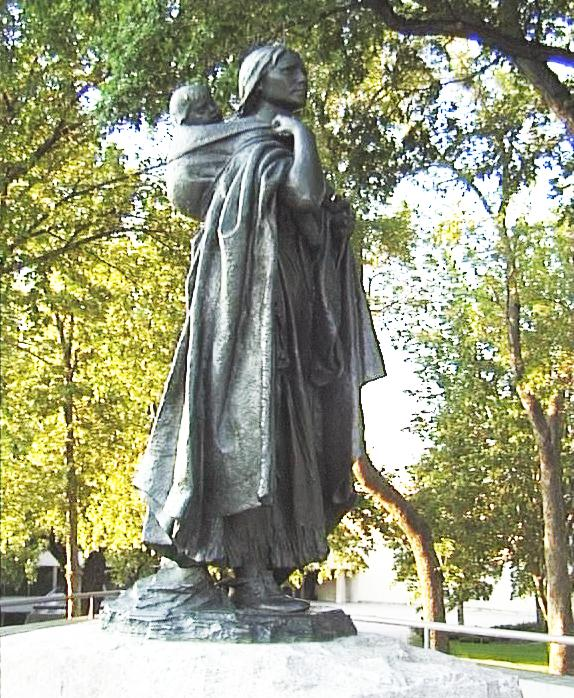
Estatua de Sakakawea por Leonard Crunelleon

### Familia pionera
La estatua de la Familia Pioneer es una de las más prominentes en el terreno, ya que se encuentra en el extremo sur del centro comercial en el primer plano de la torre del capitolio. La estatua fue esculpida en 1946 por Avard Fairbanks y dedicada a honrar la memoria del gran noroeste.

### Monumento a todos los veteranos
El Monumento a todos los veteranos (All Veterans Memorial) es un gran monumento al sur del Heritage Center, a lo largo de un sendero para caminar. El monumento es a todos los habitantes de Dakota del Norte que sirvieron en las Fuerzas Armadas durante los primeros 100 años de la estadidad. Se terminó y se dedicó el 10 de junio de 1989. Los nombres de 4.050 hombres y mujeres que murieron en las guerras de la nación están inscritos en las tablas de bronce que se exhiben debajo de un gran bloque de piedra sostenido por columnas. El monumento se ilumina durante la noche. Hay bancos de piedra disponibles para sentarse.

### Otras estatuas
Otras estatuas en los terrenos del capitolio incluyen Sakakawea, John Burke, Cortés, Buffalo, Pioneers of the Future, Purple Heart Memorial, Peace Officer Memorial, French Gratitude y USS North Dakota bowplate.